# Nenad Vučković
Nenad Vučković (Pula, 23 de agosto de 1980) es un jugador de balonmano serbio que juega de central en el Dinamo Pancevo. Fue internacional con la selección de balonmano de Serbia.
Con la selección ganó la medalla de plata en el Campeonato Europeo de Balonmano Masculino de 2012

## Palmarés

### Estrella Roja
- Liga de balonmano de Serbia y Montenegro (1): 2004
- Copa de balonmano de Serbia y Montenegro (1): 2004

### Vojvodina
- Liga de Serbia de balonmano (1): 2018

## Clubes
- Estrella Roja (1999-2004)
- Chambéry Savoie HB (2004-2008)
- MT Melsungen (2008-2017)
- RK Vojvodina (2017-2018)
- Dinamo Pancevo (2018- )[2]